# 2024 JO1 “JAM感謝祭” 〜SUMMER FESTIVAL〜
『2024 JO1 “JAM感謝祭” 〜SUMMER FESTIVAL〜』（2024 ジェイオーワン ジャム カンシャサイ サマー フェスティバル）は、日本のグローバルボーイズグループ・JO1の単独公演。

## 概要
2024年7月27日、28日にKアリーナ横浜で開催された初のファン感謝祭。5月29日に行われた「8TH SINGLE "HITCHHIKER" リリース記念生配信」にて開催が発表された。
メンバー曰く急遽開催が決定したため関東近郊のみの開催となったが、チケットがFC会員限定のJAM感謝価格として用意され、28日にはライブストリーミング配信を行うなど、会場に来ることができないJAMに対しても楽しめるよう配慮された。

## セットリスト
1. STAY
2. Love seeker
3. Test Drive
4. SuperCali
5. HAPPY UNBIRTHDAY
6. Trigger
7. Lied to you
8. Sugar
9. RadioVision
10. Love & Hate
11. Blooming Again
12. Believe in You
13. My Friends